# LEN Champions League
Die LEN Champions League ist ein von der Ligue Européenne de Natation (LEN) organisierter Wettbewerb europäischer Landesmeister im Wasserball. Er wird seit 1964 ausgetragen und hieß bis 1996 Europacup der Landesmeister. Zur Saison 1996/97 erfolgte die Umbenennung des Wettbewerbs und die Umstellung auf ein Champions-League-Format mit Rundenspielen auf Heim- und Auswärtsbasis.
Rekordsieger ist der Verein Pro Recco Waterpolo 1913 aus Italien mit elf Titeln. Der nationale Rekordmeister Wasserfreunde Spandau 04 konnte als einzige deutsche Mannschaft in den 1980er-Jahren viermal den ersten Platz im damaligen Landesmeisterwettbewerb erringen. Die SG Dynamo Magdeburg holte 1966 den zweiten Platz, der SV Würzburg 05 erreichte 1977 und 1979 zwei dritte Plätze. Aufgrund der Vormachtstellung des europäischen Männer-Wasserballs gilt die LEN Champions League als weltweit bedeutendster Wettbewerb für Vereinsmannschaften. 
Bis zur Spielmodusreform von 2023 spielten mit Spandau und Waspo 98 Hannover zwei deutsche Teams seit 2013 bzw. 2017 mit „Wild Cards“ in der Hauptrunde der Champions League. Hannover war 2019 mit dem heimischen Stadionbad Ausrichter des Finalturniers. Beste Platzierungen einer deutschen Mannschaft seit der Erweiterung auf zwei bzw. drei teilnehmende Mannschaften pro Nation im Jahre 2003 waren zwei sechste Plätze durch Waspo 98 in der Saison 2020/21 und 2021/2022.

## Sieger
- 1963–64:  Partizan Belgrad
- 1964–65:  Pro Recco
- 1965–66:  Partizan Belgrad
- 1966–67:  Partizan Belgrad
- 1967–68:  Mladost Zagreb
- 1968–69:  Mladost Zagreb
- 1969–70:  Mladost Zagreb
- 1970–71:  Partizan Belgrad
- 1971–72:  Mladost Zagreb
- 1972–73:  OSC Budapest
- 1973–74:  MGU Moskau
- 1974–75:  Partizan Belgrad
- 1975–76:  Partizan Belgrad
- 1976–77:  ZSKA Moskau
- 1977–78:  Canottieri Neapel
- 1978–79:  OSC Budapest
- 1979–80:  Vasas Budapest
- 1980–81:  Jug Dubrovnik
- 1981–82:  CN Barcelona
- 1982–83:  Spandau 04
- 1983–84:  Pro Recco
- 1984–85:  Vasas Budapest
- 1985–86:  Spandau 04
- 1986–87:  Spandau 04
- 1987–88:  Sisley Pescara
- 1988–89:  Spandau 04
- 1989–90:  Mladost Zagreb
- 1990–91:  Mladost Zagreb
- 1991–92:  Jadran Split
- 1992–93:  Jadran Split
- 1993–94:  Újpest Budapest
- 1994–95:  Catalunya Barcelona
- 1995–96:  Mladost Zagreb
- 1996–97:  CN Posillipo
- 1997–98:  CN Posillipo
- 1998–99:  POŠK Split
- 1999–2000:  VK Bečej Naftagas
- 2000–01:  Jug Dubrovnik
- 2001–02:  Olympiakos Piräus
- 2002–03:  Pro Recco
- 2003–04:  Honvéd Budapest
- 2004–05:  CN Posillipo
- 2005–06:  Jug Dubrovnik
- 2006–07:  Pro Recco
- 2007–08:  Pro Recco
- 2008–09:  Primorac Kotor
- 2009–10:  Pro Recco
- 2010–11:  Partizan Belgrad
- 2011–12:  Pro Recco
- 2012–13:  Roter Stern Belgrad
- 2013–14:  Atlètic Barceloneta
- 2014–15:  Pro Recco
- 2015–16:  Jug Dubrovnik
- 2016–17:  Szolnoki Vízilabda SC
- 2017–18:  Olympiakos Piräus
- 2018–19:  Ferencvárosi TC
- 2019–20: Abbruch nach neun Spieltagen der Hauptrunde (COVID-19)
- 2020–21:  Pro Recco
- 2021–22:  Pro Recco
- 2022–23:  Pro Recco
- 2023–24:  Ferencvárosi TC
- 2024–25:  Ferencvárosi TC

## Rekordmeister
| Rang | Verein                | Titel | Nationalität |
| ---- | --------------------- | ----- | ------------ |
| 1.   | Pro Recco             | 110   | Italien      |
| 2.   | Mladost Zagreb        | 7     | Kroatien     |
|      | Partizan Belgrad      | 7     | Serbien      |
| 4.   | Jug Dubrovnik         | 4     | Kroatien     |
|      | Spandau 04            | 4     | Deutschland  |
| 6.   | CN Posillipo          | 3     | Italien      |
|      | Ferencvárosi TC       | 3     | Ungarn       |
| 7.   | Jadran Split          | 2     | Kroatien     |
|      | Vasas Budapest        | 2     | Ungarn       |
|      | OSC Budapest          | 2     | Ungarn       |
|      | Olympiakos Piräus     | 2     | Griechenland |
| 11.  | MGU Moskau            | 1     | Russland     |
|      | ZSKA Moskau           | 1     | Russland     |
|      | Canottieri Neapel     | 1     | Italien      |
|      | CN Barcelona          | 1     | Spanien      |
|      | Honvéd Budapest       | 1     | Ungarn       |
|      | Roter Stern Belgrad   | 1     | Serbien      |
|      | POŠK Split            | 1     | Kroatien     |
|      | Sisley Pescara        | 1     | Italien      |
|      | Újpest Budapest       | 1     | Ungarn       |
|      | Catalunya Barcelona   | 1     | Spanien      |
|      | Atlètic Barceloneta   | 1     | Spanien      |
|      | Primorac Kotor        | 1     | Montenegro   |
|      | VK Bečej Naftagas     | 1     | Serbien      |
|      | Szolnoki Vízilabda SC | 1     | Ungarn       |